# Dužica
Dužica is een plaats in de gemeente Lekenik in de Kroatische provincie Sisak-Moslavina. De plaats telt 395 inwoners (2001).